# Bożena Wrzeszcz-Zwada
Bożena Maria Wrzeszcz-Zwada (ur. 3 sierpnia 1957 w Działdowie) – polska samorządowiec, urzędnik, dziennikarka i przedsiębiorca, w latach 2002–2006 członek zarządu województwa warmińsko-mazurskiego, od 2003 do 2006 w randze wicemarszałka.

## Życiorys
Ukończyła politologię i dziennikarstwo na Uniwersytecie Warszawskim, a także studia podyplomowe z zakresu marketingu i zarządzania oraz integracji europejskiej. Pracowała początkowo jako dziennikarka, a od 1992 do 1998 była prezesem zarządu spółki Edytor. W 2000 objęła stanowisko dyrektor Departamentu Promocji i Współpracy z Zagranicą w Urzędzie Marszałkowskim w Olsztynie. Przez dwa lata kierowała Wojewódzkim Biurem Wdrażania Programu Aktywizacji Obszarów Wiejskich.
Zaangażowała się w działalność polityczną w ramach Sojuszu Lewicy Demokratycznej. 16 listopada 2002 została powołana na stanowisko członka zarządu województwa warmińsko-mazurskiego, odpowiedzialnego m.in. za fundusze unijne. 20 maja 2003 awansowana do rangi wicemarszałka w związku z odejściem Samoobrony z koalicji rządzącej. W 2004 była rekomendowana do kandydowania do Parlamentu Europejskiego, jednak jej kandydatura została skreślona wskutek tarć wewnątrzpartyjnych. Zakończyła pełnienie funkcji wicemarszałka 26 listopada 2006 po upływie kadencji zarządu. W tym samym roku bezskutecznie kandydowała do sejmiku warmińsko-mazurskiego. Później została dyrektor Departamentu Zarządzania Programami Rozwoju Regionalnego w Urzędzie Marszałkowskim w Olsztynie. W marcu 2015 została zatrzymana przez Centralne Biuro Antykorupcyjne w związku z zarzutami niedopełnienia obowiązków i przekroczenia uprawnień przy pracy w ostatniej z instytucji. Przeszła następnie do pracy w Zarządzie Dróg Wojewódzkich i została członkiem rady nadzorczej spółdzielni mieszkaniowej „Pojezierze” w Olsztynie.